# Beatnicks
Beatniks foi uma banda portuguesa formada em 1965.

## Biografia
Os "Beatniks" foram uma banda constituída em 1965, na sequência da festa de finalistas do liceu Gil Vicente onde João Ribeiro e António Jorge de Carvalho (finalistas, à data, do curso liceal) formaram um grupo que viria a ser o embrião dos Beatniks (João Ribeiro-viola ritmo, Vitor Santos Silva-viola solo, Jorge Cardoso-baixo, Fernando Aristides-bateria e António Jorge Jacob de Carvalho-voz).
Logo nesse ano de 1965 o Conjunto, já com novos elementos, começou a actuar em festas de finalistas e bailes de recepção de caloiros universitários, tendo terminado o ano com uma actuação no Réveillon do Cine/Teatro Monumental, a convite do empresário Vasco Morgado, que reconheceu qualidades na banda ao vê-la actuar no concurso Yé-Yé que decorreu nesse ano e no seguinte no Monumental.
Nessa altura integravam a banda João Ribeiro (viola ritmo), Pedro Massano (viola-solo), Justiniano Grilo/Tinoca ( viola-baixo) e José Manuel Bandeira (bateria). 
Esta formação manteve-se junta até 1969, ano em que Tinoca é mobilizado para o ultramar, entrando Chico Henriques para as teclas e João Ribeiro passa a ocupar-se da viola-baixo, tendo sempre como maior auditório os bailes de recepção de caloiros das faculdades (restrito às associações democráticas de estudantes) e as festas de finalistas dos liceus, um pouco por todo o país.
Em 1970 João Ribeiro faz uma breve incursão nos "Chinchilas" conjunto que actua, com algum sucesso no festival "Barbarela" de Palma de Maiorca,e os Beatniks sofrem uma temporária suspensão (José Manuel Bandeira também entra para o serviço militar) e a formação existente extingue-se.
Nesse mesmo ano de 1970,João Ribeiro e Mário Ceia (que havia substituído Bandeira nos últimos meses) reformam a banda e com Zé Diogo (voz) e Rui Pereira da Silva (Pipas) relançam os Beatniks para o melhor período da história desta fase da banda.
É nesta fase que vencem o festival pop de Coimbra em Maio de 1971, actuam no festival "Gamela" de Vigo, a par do quarteto 1111, no mês seguinte e participam em programas televisivos, como o "Pop 25" de Nuno martins.
É ainda neste período que assinam contrato com a Etiqueta Tecla (do maestro Jorge Costa Pinto)e gravam dois discos: um EP com a música vencedora do festival de Coimbra "Cristine goes to town" e ainda os temas "Sing it alone" e "Little school boy";e um single com os temas "Money" e "Back in town", quase todos da autoria de Rui Pipas e Mário Ceia.
Actuam no Festival de Vilar de Mouros e no fim desta fase da banda, após a saída de Rui Pipas (sem dúvida o melhor músico do grupo) para os "Albatroz" juntam-se a Jorge Palma (teclas) e a Júlio Gomes (viola), músicos oriundos do "Sindicato", até Outubro de 1971, altura em que João Ribeiro é incorporado no serviço militar, dando assim por terminada esta 1ª fase da banda.
Em 1972 a banda tenta recomeçar e, neste início de 2ªfase, João Ribeiro, mobilizado para a Guiné, cede o lugar a Ramiro Martins que a integra por um período curto, saindo depois do país juntamente com o guitarrista José Artur.
Após a revolução de Abril de 1974 regressam, e Ramiro Martins com Jorge Casanova (guitarrista) - depois da participação a musicar a peça de teatro Viagem à Iris - retomam a continuação da banda, com o consentimento de Mário Ceia.
Entram nesse momento António Leal na voz, Luís Borges em teclados, que entretanto sai entrando Fernando Santos, Luís Araújo na bateria e ainda um outro guitarrista que sairia pouco tempo depois. No ano seguinte entra Lena Águas passando a banda contar com dois vocalistas.
O grupo consegue um êxito relevante tendo em conta a sua inexperência e juventude: Nos espectáculos a primeira parte consiste em covers do chamado rock sinfónico, e a segunda em música própria, em português num estilo "progressivo", isto entre 1976 e 1978.
Neste período destacam-se para além dos inúmeros concertos no norte do país, um concerto na Ilha Terceira para cerca de 10.000 espectadores, e a primeira parte de Jim Capaldi no Coliseu. Com este último concerto em 1978 saem Fernando Santos e Lena Águas.
Entra para os teclados António Emiliano, e gravam o single "Somos o Mar" e "Jardim Terra". As composições são da autoria de Jorge Casanova. Fazem a primeira parte dos Pulsar em Cascais.
Sai António Emiliano e Luís Araújo, entrando Miguel Barreto para as teclas e gravam o single "Blue Jeans" e "Magia", temas também de Jorge Casanova, que consegue algum êxisto comercial tendo estado no top TNT, com a colaboração do baterista Necas.
Finalmente, em 1982 editam o LP Aspectos Humanos" que reflectia a transição de tendências na música pop rock, não colhendo sucesso e originando o "arrumar das guitarras"
Em 2008 foi lançado o LP "Heavy Freaks back in Town", editado pela PPP (Portuguese Progressive Pearls), com os temas gravados entre 1971 e 1978. Além da edição normal existe uma edição limitada a 100 unidades com a cor de vinil diferente e um "patch" bordado.

## Discografia
- Christine Goes To Town (EP, Tecla, 1971)
- Money/Back in Town (Single, Tecla, 1971)
- Somos o Mar/Jardim Terra (Single, Alvorada, 1978)
- Blue Jeans/Magia (Single, RT, 1981)
- Aspectos Humanos (LP, RT, 1982)
- Heavy Freaks back in Town (LP, PPP, 2008)